# Thilo Kehrer
Thilo Kehrer (Tubinga, 21 de septiembre de 1996) es un futbolista alemán. Juega de defensa y su equipo es el A. S. Monaco F. C. de la Ligue 1 de Francia.

## Trayectoria

### Clubes
Nació en Tubinga y se unió al VfB Stuttgart en 2012. Tiempo después, cambió de club y comenzó a jugar en las divisiones juveniles del Schalke 04, y ganó en la temporada 2013-14 el título de Bundesliga en la categoría sub-19. Fue ascendido al primer equipo en 2015 y realizó su debut el 6 de febrero de 2016 en una victoria por 3:0 frente al VfL Wolfsburgo.
Su primera anotación con el Schalke 04 se produjo el 1 de abril de 2017 en el derbi ante Borussia Dortmund, a los trece minutos del final del encuentro, que acabó empatado 1:1. El 16 de agosto de 2018, tras jugar 59 partidos y marcar cuatro goles con su equipo en todas las competiciones, fue fichado por el París Saint-Germain y firmó un contrato por cinco años con la institución, que pagó treinta y siete millones de euros para comprarlo. Realizó su debut con el club francés el 25 de agosto en un encuentro ante el Angers S. C. O. en el que, a los veintidós minutos, concedió un tiro penal que Thomas Mangani convirtió en gol; Kehrer fue sustituido en el segundo tiempo y su equipo ganó por marcador 3:1.
Después de cuatro años en París en los que jugó 128 partidos y ganó la Ligue 1 en tres ocasiones, fue traspasado en agosto de 2022 al West Ham United F. C. Con este equipo logró la Liga Europa Conferencia de la UEFA y en enero de 2024 regresó al fútbol francés tras ser cedido al A. S. Monaco F. C. para lo que quedaba de temporada. Al final de la misma, y después de ayudar al equipo a clasificarse para la Liga de Campeones de la UEFA, el club ejerció la opción de compra que incluía el acuerdo y firmó un contrato hasta 2028.

## Selección nacional
Tuvo la oportunidad de jugar con la selección de Burundi debido al origen de su madre, pero decidió representar internacionalmente al seleccionado alemán, con el que comenzó a jugar en sus categorías juveniles en 2012. Con la selección sub-19, disputó el Campeonato Europeo de la UEFA Sub-19 2015. En 2017, se consagró campeón de la Eurocopa Sub-21 celebrada en Polonia, aunque solo disputó un partido en toda la competición, en la semifinal frente a la selección inglesa. En agosto de 2018, el entrenador de la selección absoluta, Joachim Löw, lo convocó para el partido contra Francia por la Liga de las Naciones de la UEFA. Si bien no jugó dicho encuentro, que acabó empatado sin goles, el 9 de septiembre realizó su debut con el seleccionado alemán en un partido amistoso ante Perú que finalizó en 2:1 a su favor; Kehrer ingresó al terreno de juego en el minuto 72 tras reemplazar a Matthias Ginter.

### Participaciones en Copas del Mundo
| Mundial           | Sede  | Resultado    | Partidos | Goles |
| ----------------- | ----- | ------------ | -------- | ----- |
| Copa Mundial 2022 | Catar | Primera fase | 1        | 0     |

### Participaciones en Eurocopas
| Torneo                  | Sede    | Resultado      |
| ----------------------- | ------- | -------------- |
| Eurocopa Sub-19 de 2015 | Grecia  | Fase de grupos |
| Eurocopa Sub-21 de 2017 | Polonia | Campeón        |

## Estadísticas

### Clubes
Actualizado al último partido disputado el 10 de mayo de 2025.
| Club                              | Div.          | Temporada     | Liga  | Liga  | Liga   | Copas nacionales | Copas nacionales | Copas nacionales | Copas internacionales | Copas internacionales | Copas internacionales | Total | Total | Total  |
| Club                              | Div.          | Temporada     | Part. | Goles | Asist. | Part.            | Goles            | Asist.           | Part.                 | Goles                 | Asist.                | Part. | Goles | Asist. |
| --------------------------------- | ------------- | ------------- | ----- | ----- | ------ | ---------------- | ---------------- | ---------------- | --------------------- | --------------------- | --------------------- | ----- | ----- | ------ |
| F. C. Schalke 04 II · Alemania    | 4.ª           | 2015-16       | 19    | 0     | 0      | 0                | 0                | 0                | 0                     | 0                     | 0                     | 19    | 0     | 0      |
| F. C. Schalke 04 II · Alemania    | Total club    | Total club    | 19    | 0     | 0      | 0                | 0                | 0                | 0                     | 0                     | 0                     | 19    | 0     | 0      |
| F. C. Schalke 04 · Alemania       | 1.ª           | 2015-16       | 1     | 0     | 0      | 0                | 0                | 0                | 0                     | 0                     | 0                     | 1     | 0     | 0      |
| F. C. Schalke 04 · Alemania       | 1.ª           | 2016-17       | 16    | 1     | 2      | 1                | 0                | 0                | 8                     | 0                     | 0                     | 25    | 1     | 2      |
| F. C. Schalke 04 · Alemania       | 1.ª           | 2017-18       | 28    | 3     | 2      | 5                | 0                | 0                | ―                     | ―                     | ―                     | 33    | 3     | 2      |
| F. C. Schalke 04 · Alemania       | Total club    | Total club    | 45    | 4     | 4      | 6                | 0                | 0                | 8                     | 0                     | 0                     | 59    | 4     | 4      |
| París Saint-Germain F. C. Francia | 1.ª           | 2018-19       | 27    | 1     | 2      | 6                | 0                | 0                | 7                     | 0                     | 0                     | 40    | 1     | 2      |
| París Saint-Germain F. C. Francia | 1.ª           | 2019-20       | 7     | 1     | 0      | 9                | 0                | 0                | 5                     | 0                     | 0                     | 21    | 1     | 0      |
| París Saint-Germain F. C. Francia | 1.ª           | 2020-21       | 24    | 0     | 0      | 4                | 0                | 0                | 5                     | 0                     | 0                     | 33    | 0     | 0      |
| París Saint-Germain F. C. Francia | 1.ª           | 2021-22       | 27    | 2     | 0      | 4                | 0                | 0                | 3                     | 0                     | 0                     | 34    | 2     | 0      |
| París Saint-Germain F. C. Francia | Total club    | Total club    | 85    | 4     | 2      | 23               | 0                | 0                | 20                    | 0                     | 0                     | 128   | 4     | 2      |
| West Ham United F. C. Inglaterra  | 1.ª           | 2022-23       | 27    | 0     | 0      | 1                | 0                | 0                | 10                    | 0                     | 0                     | 38    | 0     | 0      |
| West Ham United F. C. Inglaterra  | 1.ª           | 2023-24       | 4     | 0     | 0      | 3                | 0                | 0                | 5                     | 0                     | 0                     | 12    | 0     | 0      |
| West Ham United F. C. Inglaterra  | Total club    | Total club    | 31    | 0     | 0      | 4                | 0                | 0                | 15                    | 0                     | 0                     | 50    | 0     | 0      |
| A. S. Monaco F. C. Francia        | 1.ª           | 2023-24       | 15    | 1     | 1      | 3                | 0                | 0                | ―                     | ―                     | ―                     | 18    | 1     | 1      |
| A. S. Monaco F. C. Francia        | 1.ª           | 2024-25       | 27    | 4     | 0      | 3                | 0                | 0                | 10                    | 1                     | 1                     | 40    | 5     | 1      |
| A. S. Monaco F. C. Francia        | Total club    | Total club    | 42    | 5     | 1      | 6                | 0                | 0                | 10                    | 1                     | 1                     | 58    | 6     | 2      |
| Total carrera                     | Total carrera | Total carrera | 222   | 13    | 7      | 39               | 0                | 0                | 53                    | 1                     | 1                     | 314   | 14    | 8      |
| 1. 2.                             |               |               |       |       |        |                  |                  |                  |                       |                       |                       |       |       |        |

### Selección nacional
La siguiente tabla detalla los encuentros disputados y los goles marcados por Kehrer con la selección alemana.
| Sub-16 · Alemania   | 2012  | 1  | 1 | 0 | -  | - | - | - | - | - | 1  | 1 | 0 |
| Sub-16 · Alemania   | Total | 1  | 1 | 0 | 0  | 0 | 0 | 0 | 0 | 0 | 1  | 1 | 0 |
| Sub-17 · Alemania   | 2012  | 6  | 0 | 0 | -  | - | - | - | - | - | 6  | 0 | 0 |
| Sub-17 · Alemania   | 2013  | 6  | 0 | 0 | -  | - | - | - | - | - | 6  | 0 | 0 |
| Sub-17 · Alemania   | Total | 12 | 0 | 0 | 0  | 0 | 0 | 0 | 0 | 0 | 12 | 0 | 0 |
| Sub-19 · Alemania   | 2015  | 0  | 0 | 0 | 2  | 0 | 0 | 3 | 1 | 0 | 5  | 1 | 0 |
| Sub-19 · Alemania   | Total | 0  | 0 | 0 | 2  | 0 | 0 | 3 | 1 | 0 | 5  | 1 | 0 |
| Sub-20 · Alemania   | 2015  | 3  | 1 | 0 | -  | - | - | 1 | 0 | 0 | 4  | 1 | 0 |
| Sub-20 · Alemania   | 2016  | 0  | 0 | 0 | -  | - | - | 2 | 0 | 0 | 2  | 0 | 0 |
| Sub-20 · Alemania   | Total | 3  | 1 | 0 | 0  | 0 | 0 | 3 | 0 | 0 | 6  | 1 | 0 |
| Sub-21 · Alemania   | 2017  | 3  | 0 | 0 | 5  | 0 | 1 | 1 | 0 | 0 | 9  | 0 | 1 |
| Sub-21 · Alemania   | Total | 3  | 0 | 0 | 5  | 0 | 1 | 1 | 0 | 0 | 9  | 0 | 1 |
| Absoluta · Alemania | 2018  | 2  | 0 | 0 | 2  | 0 | 0 | - | - | - | 4  | 0 | 0 |
| Absoluta · Alemania | 2019  | 1  | 0 | 0 | 2  | 0 | 1 | - | - | - | 3  | 0 | 1 |
| Absoluta · Alemania | Total | 3  | 0 | 0 | 4  | 0 | 1 | 0 | 0 | 0 | 7  | 0 | 1 |
| Total               | Total | 22 | 2 | 0 | 11 | 0 | 2 | 7 | 1 | 0 | 40 | 3 | 2 |
| 1. 2.               |       |    |   |   |    |   |   |   |   |   |    |   |   |

### Resumen estadístico
| Competición            | Partidos | Goles | Asistencias | Promedio |
| ---------------------- | -------- | ----- | ----------- | -------- |
| Primera división       | 149      | 8     | 6           | 0,05     |
| Copas nacionales       | 29       | 0     | 0           | 0        |
| Copas internacionales  | 28       | 0     | 0           | 0        |
| Selección de Alemania  | 7        | 0     | 1           | 0        |
| Selecciones inferiores | 33       | 3     | 1           | 0,09     |
| Total                  | 246      | 11    | 8           | 0,04     |

## Palmarés

### Títulos nacionales
| Título                     | Club                      | País    | Año     |
| -------------------------- | ------------------------- | ------- | ------- |
| Ligue 1                    | París Saint-Germain F. C. | Francia | 2018-19 |
| Supercopa de Francia       | París Saint-Germain F. C. | Francia | 2019    |
| Ligue 1                    | París Saint-Germain F. C. | Francia | 2019-20 |
| Copa de Francia            | París Saint-Germain F. C. | Francia | 2019-20 |
| Copa de la Liga de Francia | París Saint-Germain F. C. | Francia | 2019-20 |
| Supercopa de Francia       | París Saint-Germain F. C. | Francia | 2020    |
| Copa de Francia            | París Saint-Germain F. C. | Francia | 2020-21 |
| Ligue 1                    | París Saint-Germain F. C. | Francia | 2021-22 |

### Títulos internacionales
| Título                             | Club (*)              | País            | Año  |
| ---------------------------------- | --------------------- | --------------- | ---- |
| Eurocopa Sub-21                    | Selección de Alemania | Polonia         | 2017 |
| Liga Europa Conferencia de la UEFA | West Ham United F. C. | República Checa | 2023 |

(*) Incluye la selección.